# Elm City (Caroline du Nord)
Elm City est une ville américaine située dans le comté de Wilson dans l'État de Caroline du Nord. En 2010, sa population était de 1 298 habitants.

## Démographie
| 1880 | 1890 | 1900 | 1910 | 1920 | 1930 |
| ---- | ---- | ---- | ---- | ---- | ---- |
| 313  | 482  | 560  | 590  | 725  | 905  |

| 1940 | 1950 | 1960 | 1970  | 1980  | 1990  |
| ---- | ---- | ---- | ----- | ----- | ----- |
| 946  | 839  | 729  | 1 201 | 1 561 | 1 624 |

| 2000  | 2010  | - | - | - | - |
| ----- | ----- | - | - | - | - |
| 1 165 | 1 298 | - | - | - | - |

## Source de la traduction
- (en) Cet article est partiellement ou en totalité issu de l’article de Wikipédia en anglais intitulé « Elm City, North Carolina » (voir la liste des auteurs).